# Abdi Bile
Abdi Bile Abdi (arab. ‏عبدي بلي عبدي‎]; ur. 28 grudnia 1962 w Laas Caanood) – somalijski lekkoatleta specjalizujący się w biegach średniodystansowych, dwukrotny uczestnik letnich igrzysk olimpijskich (Los Angeles 1984, Atlanta 1996).
Pierwszy w historii Somalijczyk, który zdobył tytuł mistrza świata (Rzym 1987, w biegu na 1500 metrów). Dzięki temu sukcesowi został uznany w swoim kraju za bohatera narodowego.
W 1983 r. wyjechał do Stanów Zjednoczonych. Do Somalii powrócił w 2008 r. i pełni funkcję trenera somalijskich lekkoatletów.
Jest kuzynem Abdiego Abdirahmana, długodystansowca reprezentującego Stany Zjednoczone, trzykrotnego olimpijczyka (2000, 2004, 2008).

## Sukcesy sportowe
| Rok  | Miasto      | Zawody                      | Konkurencja    | Wynik         |
| ---- | ----------- | --------------------------- | -------------- | ------------- |
| 1985 | Kair        | mistrzostwa Afryki          | bieg na 1500 m | srebrny medal |
| 1987 | Rzym        | mistrzostwa świata          | bieg na 1500 m | złoty medal   |
| 1987 | Bruksela    | finał Grand Prix IAAF       | bieg na 1500 m | 1. miejsce    |
| 1987 | Monte Carlo | finał Grand Prix IAAF       | bieg na 1500 m | 1. miejsce    |
| 1989 | Barcelona   | puchar świata               | bieg na 1500 m | 1. miejsce    |
| 1993 | Stuttgart   | mistrzostwa świata          | bieg na 1500 m | brązowy medal |
| 1993 | Londyn      | finał Grand Prix IAAF       | bieg na 1500 m | 2. miejsce    |
| 1994 | Petersburg  | igrzyska dobrej woli        | bieg na 1500 m | srebrny medal |
| 1994 | Paryż       | finał Grand Prix IAAF       | bieg na 1500 m | 3. miejsce    |
| 1996 | Atlanta     | letnie igrzyska olimpijskie | bieg na 1500 m | 6. miejsce    |

Dwukrotne mistrzostwo NCAA w biegu na 1500 metrów (1985 i 1987).

## Rekordy życiowe
- bieg na 800 metrów – 1:43,60 – Zurych 16/08/1989 (rekord Somalii)
- bieg na 1000 metrów – 2:14,50 – Jerez de la Frontera 13/09/1989
- bieg na 1500 metrów – 3:30,55 – Rieti 03/09/1989 (rekord Somalii)
- bieg na 1500 metrów (hala) – 3:38,50 – Fairfax 16/02/1986 (rekord Somalii)
- bieg na 1 milę – 3:49,40 – Oslo 02/07/1988
- bieg na 2000 metrów – 4:59,77 – Fürth 14/06/1987
- bieg na 3000 metrów – 7:42,18 – Kolonia 21/08/1994 (rekord Somalii)